# منتخب الأرجنتين لكرة الصالات
منتخب الأرجنتين الوطني لكرة قدم الصالات (بالإسبانية: Selección de fútbol sala de Argentina) هو ممثل الأرجنتين الرسمي في المنافسات الدولية في كرة الصالات .